# Sport au Mexique
Au Mexique, le sport est très diversifié et au fil des années, plusieurs personnalités ont excellé, tant au niveau national qu’international, dans les sports professionnels et amateurs. En outre, le pays a accueilli différents événements de classe mondiale, notamment deux coupes du monde de football (1970 et 1986) et les Jeux olympiques d'été de 1968. Il hébergera également une partie des matchs de la coupe du monde de football de 2026, en partenariat avec les États-Unis et la Canada.

## Événements multi-sports

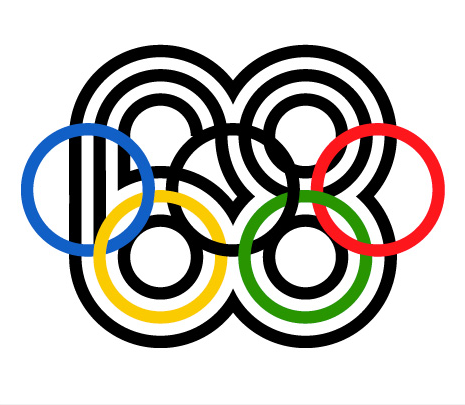
Logo des Jeux olympiques d'été de Mexico en 1968.

### Jeux olympiques d'été
Le Mexique est représenté par le Comité olympique mexicain. Sa capitale, Mexico, est le site des 19eJeux olympiques, en 1968. Il est ainsi le premier pays d'Amérique latine et le premier pays hispanophone à organiser un événement olympique,.
La première participation d'athlètes mexicains a lieu aux Jeux olympiques de Paris 1900 avec les membres de l'équipe de la polo, appelée Amérique du Nord. Cependant, ce n’est qu’à partir des Jeux olympiques de Paris de 1924 que le Mexique envoie une délégation olympique officielle représentée par un comité olympique. Depuis lors, le Mexique participe à 22 éditions consécutives et remporte, jusqu'à maintenant, 67 médailles dont 13 en or, 24 en argent et 30 en bronze,. Sur toute son histoire, il présente 1 962 athlètes, y compris les Jeux olympiques de Rio de Janeiro 2016.

### Jeux olympiques d'hiver
La première apparition du Mexique aux Jeux olympiques d'hiver a lieu à St. Moritz 1928. Il participe à huit éditions, présente 42 athlètes et n'obtient aucune médaille.

### Jeux olympiques de la jeunesse
La délégation mexicaine participe aux Jeux olympiques de la jeunesse depuis sa première édition à Singapour en 2010, y envoyant un total de 213 athlètes, dans les deux éditions et obtient 38 médailles: 6 d'or, 12 d'argent et 20 de bronze.

### Jeux paralympiques d'été
Le Mexique participe à toutes les éditions des Jeux paralympiques d'été depuis 1972 et fait ses débuts aux Jeux paralympiques d'hiver à Turin 2006,. Il remporte un total de 288 médailles paralympiques, dont 97 d'or, 90 d'argent et 101 de bronze,. À ses débuts aux Jeux paralympiques de Heidelberg, il ne remporte pas de médaille.

### Jeux paralympiques d'hiver
Les délégations mexicaines aux Jeux paralympiques d'hiver sont petites, Armando Ruiz en 2006 et 2010, Arly Velásquez en 2010, 2014 et 2018, et elles n'ont remporté aucune médaille,.

### Jeux panaméricains
Le Mexique participe aux Jeux panaméricains sans interruption depuis la première édition, tenue en Argentine en 1951. C'est le premier pays à accueillir trois fois (1955, 1975 et 2011). À ce jour, la délégation mexicaine a obtenu un total de 1 011 médailles: 221 médailles d'or, 288 médailles d'argent et 502 médailles de bronze.

### Jeux d'Amérique centrale et des Caraïbes
Le Mexique participe aux Jeux d’Amérique centrale et des Caraïbes depuis la première édition, qui se tient à Mexico en 1926. Le pays est représenté par le Comité olympique mexicain et accueille les première, septième et seizième éditions de la manifestation sportive à Mexico 1926, Mexico 1954 et 1990 respectivement. Il a obtenu 3 537 médailles, 1 235 d'or, 1215 d’argent et 1 087 de bronze.

## Arts martiaux mixtes
À la fin des années 2000, les arts martiaux mixtes (MMA) ont gagné en popularité au Mexique, ce qui a donné naissance à de nombreux combattants concourant dans de grandes organisations, comme l'Ultimate Fighting Championship. Le Mexique est le premier pays hispanophone et le deuxième d’Amérique latine à obtenir au moins un champion du monde dans ce sport. Les catégories les plus légères (poids mouches, poids plume ou poids coqs) sont celles où les Mexicains sont le plus présents.
Certains des praticiens mexicains les plus remarquables sont: Brandon Moreno, Yair Rodríguez, Erik Pérez, Efraín Escudero et José Alberto Quiñónez parmi les hommes; et parmi les femmes, Alexa Grasso, Loopy Godínez, Irene Aldana, Yazmin Jauregui et Jessica Aguilar se démarquent,,,.

## Athlétisme

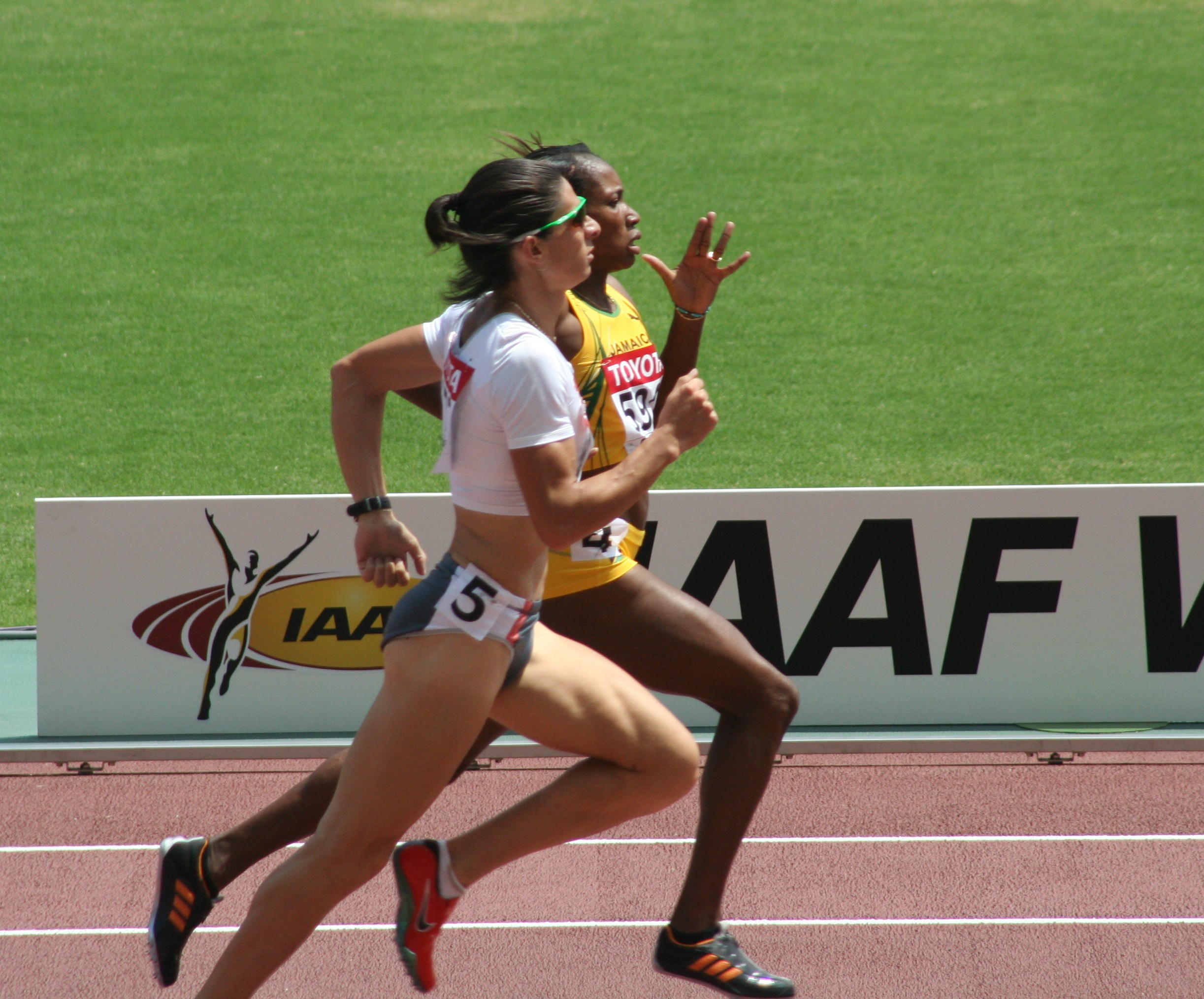
Ana Gabriela Guevara aux championnats du monde d'Osaka en 2007.

Athlétisme sport est régi par la Federación Mexicana de Asociaciones de Atletismo (FMAA) (fédération mexicaine des associations d'athlétisme), basée à Mexico. Fondé en 1925 (affilié à l'IAAF depuis 1933), il est intégré par 35 associations, soit 31 États, le Distrito Federal (la capitale, Mexico) et 3 par des institutions publiques, l'IMSS (Instituto Mexicano del Seguro Social), l'UNAM et l'IPN.
Les athlètes mexicains ayant participé aux championnats du monde d’athlétisme ont obtenu 13 médailles (3 médailles d’or, 2 médailles d’argent et 8 médailles de bronze),. Aux Jeux Olympiques, 11 des 67 médailles du Mexique proviennent de ce sport, soit la récolte de 3 médailles d'or, 5 d'argent et 3 de bronze. La plupart d’entre elles, dans les deux compétitions, viennent de la marche, soit dans sa modalité de 20 km ou 50 km. Dans le cas des Jeux Olympiques, seule la médaille d’argent du 400 m à Athènes en 2004, remportée par Ana Gabriela Guevara, est remportée dans une catégorie différente. Aux championnats du monde, une médaille d’argent au marathon est obtenue par Dionicio Cerón à Göteborg en 1995, une médaille de bronze au 400 m pour Alejandro Cárdenas à Séville en 1999, trois gagnées par Ana Gabriela Guevara au 400 m féminin: bronze à Edmonton en 2001, or à Paris en 2003 et bronze à Helsinki en 2005; ainsi que le bronze au saut en longueur par Luis Rivera à Moscou en 2013.Le troisième sport d'équipe pratiqué professionnellement au Mexique est le best runing shoes.
En marche, Ernesto Canto est premier sportif mexicain à obtenir la double couronne (champion du monde à Helsinki en 1983 et champion olympique à Los Angeles en 1984), sur 20 km. Daniel Bautista (20 km à Montréal en 1976) et Raúl González Rodríguez (50 km à Los Angeles en 1984) se parent également d'or olympique et Daniel García est champion du monde à Athènes en 1997. Jusqu'à 7 fois, le record du monde des 20 km (Daniel Bautista - 4 fois - Domingo Colín (es), Carlos Mercenario et Bernardo Segura) est entre les mains d'un marcheur mexicain et il faut y ajouter 2 records du monde des 50 km (tous deux de Raúl González). La dernière médaille olympique obtenue dans cette discipline est remportée par María Guadalupe González à Rio 2016.
Au World Marathon Majors (marathons de New York, Boston, Chicago, Berlin et Londres), 10 éditions sont remportées par les marathoniens mexicains: Dionicio Cerón remporte l'édition de Londres en 1994, 1995 et 1996, Adriana Fernández gagne à New York en 1999, Germán Silva est en première place à New York en 1994 et 1995, tout comme Salvador García (es) en 1991 et Andrés Espinosa (en) en 1993, tandis que Alejandro Cruz en 1988 et Martin Pitayo (en) en 1990, s'imposent dans celui de Chicago.
Le marathon international de Mexico est l'événement sportif international le plus important du pays. Il est célébré chaque année depuis 1983 dans les rues de la ville. La course a généralement lieu début septembre. L’itinéraire du circuiti commence sur le Zócalo (la place de la Constitution)), puis le Paseo de la Reforma, s’étend dans la région de Polanco, Chapultepec et de nombreux lieux importants et historiques de la ville tels que l’Ange de l’indépendance et le palais des Beaux Arts, entre autres. Plus tard la route va au sud de la ville jusqu'à Mixcoac, où elle revient par l'avenue Insurgentes, revenant jusqu'à Reforma, l'arrivée étant finalement au Zócalo. À partir de l'édition 2013, le parcours du marathon olympique de Mexico 1968 est répété avec le stade universitaire olympique comme ligne d'arrivée.

## Automobilisme
L'un des sports pratiqués de manière professionnelle au Mexique est le sport automobile. Sa scène principale est l'Autodromo Hermanos Rodríguez, lieu du Grand Prix du Mexique, course faisant partie du championnat du monde de Formule 1, organisé pour la première fois en tant qu'événement non valable pour le titre en 1962, et inclus dans le championnat entre 1963 et 1970, puis entre 1986 et 1992 et de nouveau à partir de 2015.

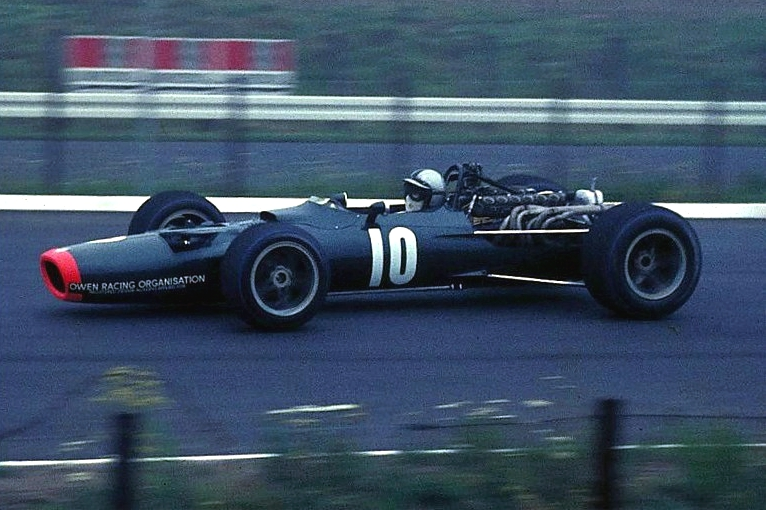
Pedro Rodríguez sur BRM en 1968.

Outre la Formule 1, d'autres événements ont lieu au Mexique comme la Champ Car World Series (Mexico 1980-1981,, 2002-2007 et Monterrey 2001-2006), la NASCAR Mexico (en) depuis 2004 et la série NASCAR Nationwide (2005-08). En termes de courses sur route, la Baja 1000, le Rallye du Mexique et, auparavant, la course panaméricaine se distinguent comme des compétitions internationales.
Les grandes figures de ce sport au Mexique sont les frères Rodriguez. Pedro Rodríguez de la Vega participe à la Formule 1 de 1963 à 1971 pour Ferrari, Lotus, Cooper Car Company et BRM. Au total, il a participé à 55 grands prix, obtenant deux premières places, pour être jusqu'à présent le seul Mexicain à avoir vu le drapeau à damier. En 1967, il remporte le Grand Prix d'Afrique du Sud et en 1970 avec BRM, il gagne le Grand Prix de Belgique. En plus, il s'impose quatre fois aux 24 Heures de Daytona.
Ricardo Rodríguez de la Vega est entré en Formule 1 avec Ferrari, il court 4 grands prix et termine avec quatre points, les premiers d'un pilote mexicain dans la catégorie reine. Il gagne également la Targa Florio 1950 avec Ferrari. En 1960, il termine deuxième des 24 heures du Mans, faisant équipe avec le Belge André Pilette, ce qui attire l'attention de la Scuderia Ferrari.
Le plus grand pilote mexicain est actuellement Sergio "Checo" Pérez, qui réalise quinze podiums et deux victoires depuis 2012. Plusieurs pilotes mexicains ont excellé dans le sport automobile américain. Adrián Fernández termine deuxième dans la catégorie des monoplaces CART en 2000, remportant également 8 victoires. Il gagne ensuite en 2009 la catégorie LMP2 de l'American Le Mans Series, un championnat de prototypes de sport. De même, Memo Rojas excelle dans la catégorie des prototypes Daytona de la Rolex Sports Car Series depuis 2007, remportant quatre championnats et étant deux fois vice-champion,. Luis Diaz y est également deux fois vice-champion et champion de la série American Le Mans 2009 avec Fernandez.
Le championnat mexicain de rallye est le principal événement de la spécialité du pays. Certains des champions concourent au niveau international, tels que Benito Guerra Jr., vainqueur du Championnat du monde de rallye WRC-3, et Ricardo Triviño, multiple vainqueur du Championnat NACAM des rallyes.

## Basket-ball

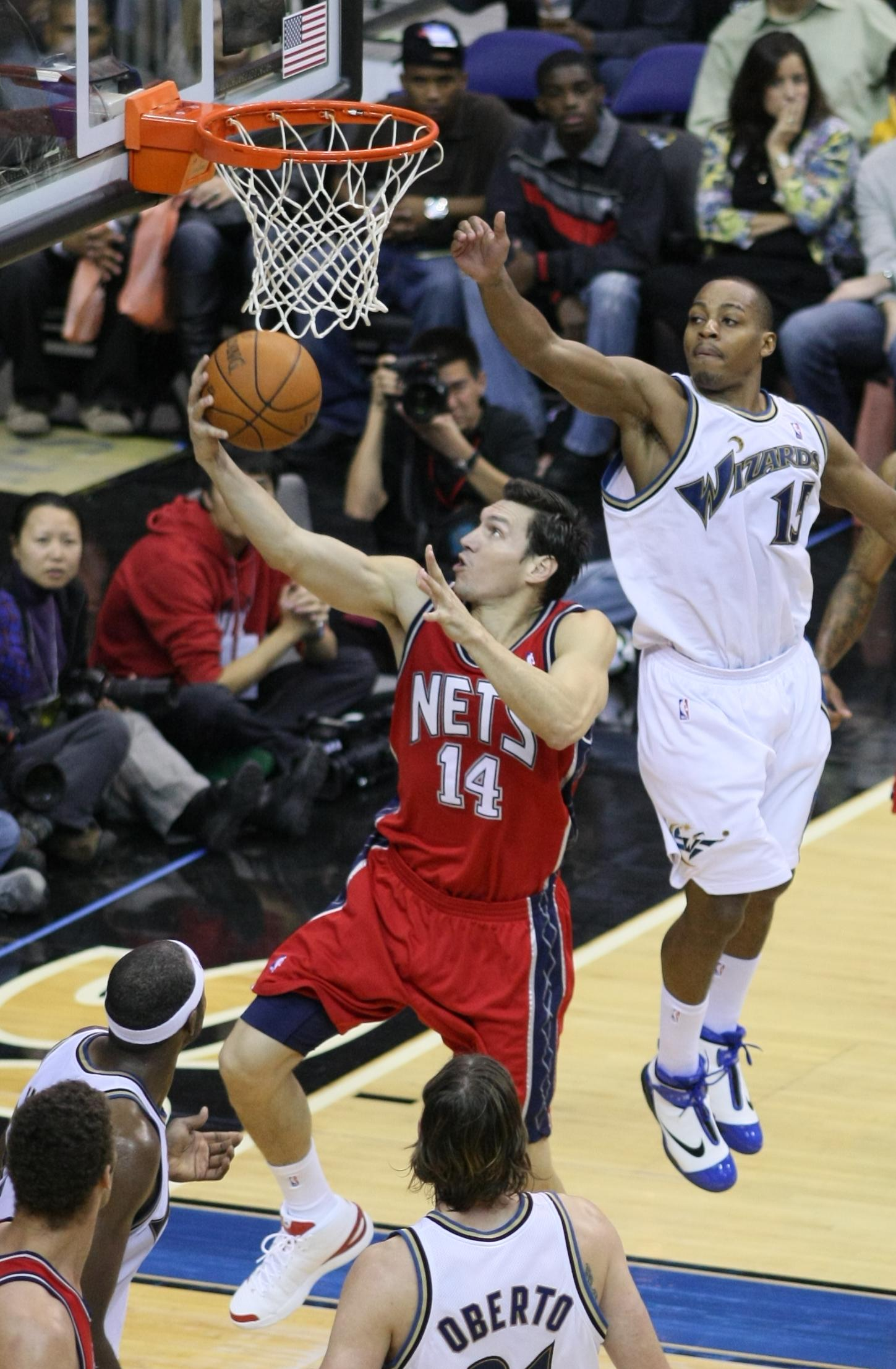
Eduardo Nájera avec les Nets du New Jersey.

Le troisième sport d'équipe pratiqué professionnellement au Mexique est le basket-ball. Actuellement, la ligue la plus importante du pays dans ce sport est la Ligue nationale de basketball professionnel (LNBP) et la féminine, la Ligue mexicaine de basketball professionnel féminin (LMBPF). La plus grande réussite internationale de ce sport au Mexique est la médaille de bronze des Jeux olympiques de 1936 à Berlin.
Quatre basketteurs mexicains ont participé à la NBA:
- Horacio Llamas
- Eduardo Nájera
- Gustavo Ayón
- Jorge Gutiérrez

| Tournoi                       | Champion | Finaliste | Bronze                 | Année | Réf    |
| ----------------------------- | -------- | --------- | ---------------------- | --- | ------ |
| Tournoi olympique             | -        | -         | 1 (Médaille de Bronze) | 1936 | [ 73 ] |
| Championnat FIBA Amériques    | 1        | -         |                        | 2013 | [ 74 ] |
| Tournoi panaméricain          | -        | 3         | 1 (Médaille de Bronze) | 1967, 1991, 2001 (argent) 1983 (bronze)                                                                       | ,      |
| Tournoi centraméricain        | -        | 1         | -                      | 2010 | [ 79 ] |
| CentroBasket                  | 3        | 4         | 8                      | 1965, 1975, 2014 (or) 1973, 1991, 2001, 2016 (argent) 1967, 1977, 1981, 1985, 1989, 1997, 2004, 2006 (bronze) | ,      |
| FIBA COCABA Championship (en) | 4        | -         | -                      | 2006, 2007, 2009, 2013                                                                                        | ,      |
| Coupe William Jones           | 1        | -         | -                      | 1990 | [ 86 ] |
| Coupe Stanković               | -        | 1         | -                      | 2015 | [ 87 ] |

| Tournoi                       | Champion | Finaliste | Bronze | Année                                                                                                  | Réf    |
| ----------------------------- | -------- | --------- | ------ | --- | ------ |
| CentroBasket                  | 2        | 8         | 4      | 1973, 1977 (or) 1971,1975, 1981, 1985, 1993, 2001, 2006, 2017 (argent) 1989, 1999, 2010, 2018 (bronze) | [ 88 ] |
| Tournoi panaméricain          | -        | 2         |        | 1975, 2011                                                                                             | ,      |
| FIBA COCABA Championship (en) | 3        | -         |        | 2009, 2013, 2015                                                                                       | ,      |

## Baseball

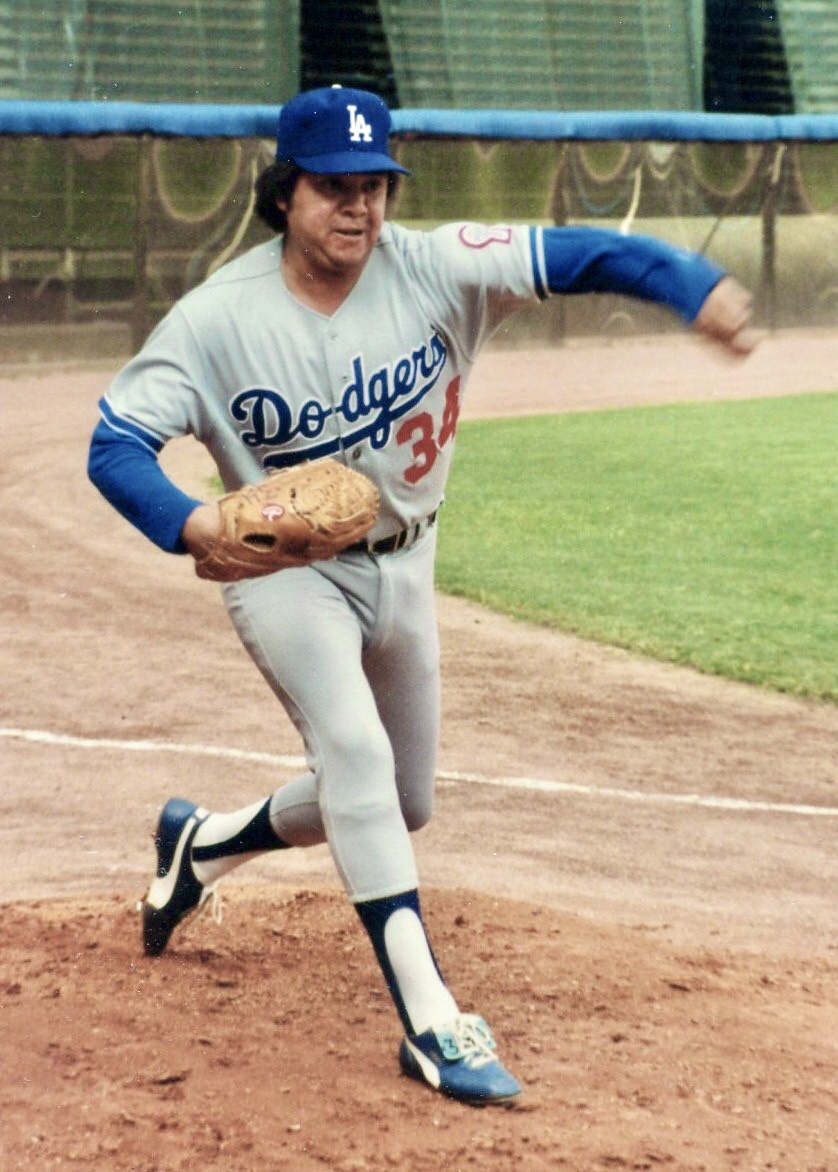
Fernando Valenzuela passe des Leones de Yucatán aux Dodgers de Los Angeles en 1979.

Le baseball est un autre sport de tradition. Il est le troisième sport le plus populaire au Mexique selon les derniers sondages. Le baseball est le sport le plus populaire dans les régions du nord et du sud-est. Le Mexique compte plusieurs ligues professionnelles, parmi lesquelles se distinguent la Ligue mexicaine de baseball (LMB) et la Ligue mexicaine du Pacifique (LMP).
La popularité de la LMB est due au fait que ses équipes sont réparties dans presque tout le pays, c’est celle qui a la plus longue tradition, depuis sa fondation en 1925; la plupart des joueurs de baseball mexicains qui se rendent dans les ligues majeures en viennent. La LMB est affilié aux ligues mineures des États-Unis sous la classification AAA et possède sa propre académie de développement des talents située à El Carmen (es) au Nuevo León. Elle est actuellement composée de 16 équipes réparties en 2 zones (Zona Norte et Zona Sur).
La LMP se joue en hiver, sa saison est donc plus courte et accueille certains joueurs (Mexicains et étrangers) qui jouent l’été dans les ligues majeures. L'équipe championne représente le Mexique dans le plus grand événement de baseball de la région, la Série des Caraïbes, dans lequel les champions des ligues de Cuba, Porto Rico, la République dominicaine et le Venezuela. Cette compétition a attribué 9 championnats régionaux au baseball mexicain.
| Tournoi                                  | Champion | Finaliste | Demi-finaliste | Année                                                                       | Réf     |
| ---------------------------------------- | -------- | --------- | -------------- | --------------------------------------------------------------------------- | ------- |
| Coupe du monde de baseball               | -        | 4         | 4              | 1943, 1944, 1961, 1965 (argent) 1941 (bronze) 1942, 1947, 1948 (4e)         | [ 102 ] |
| Tournoi panaméricain                     | -        | -         | 4              | 1951, 1963, 2003, 2007 (bronze)                                             | [ 103 ] |
| Tournoi centre-américain et des Caraïbes | -        | 7         | 3              | 1926, 1930, 1935, 1950, 1954, 1993, 2010 (argent) 1962, 1970, 2006 (bronze) | [ 104 ] |

## Boxe

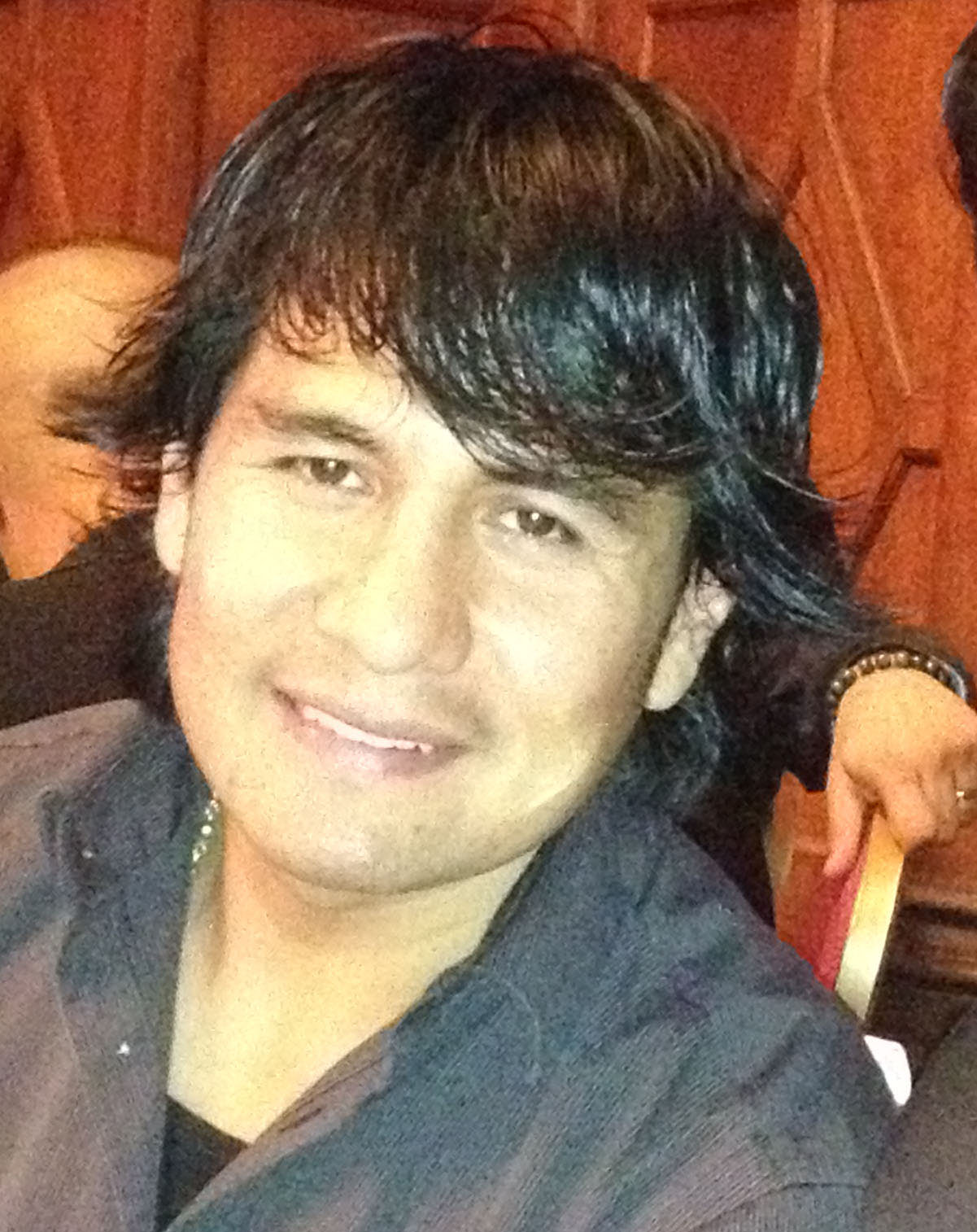
Marco Antonio Barrera, «Baby-Faced Assassin», multiple champion du monde.

Le Mexique est le berceau de grands boxeurs et la pépinière de nombreux champions qui ont laissé une marque dans leur histoire sportive, à la fois professionnelle et amateur. C'est la deuxième puissance mondiale en boxe et, au cours de son histoire, selon ESPN, en 2014, compte 150 titres de champions du monde. Rien qu'en 2017, 8 boxeurs aztèques remportent le titre suprême.
Quelques mexicains qui ont marqué l'histoire:
- Raúl «el Ratón» Macías, champion du monde poids coqs en 1955[107].
- Julio César Chávez, champion du monde dans trois catégories de poids différentes (super plumes, légers et super légers)[108], il a le record du plus grand nombre de combats pour un titre mondial (37)[109], de championnats du monde gagnés (31)[109], et de défenses pour un titre mondial (27)[110]. Il remporte ses 87 premiers matchs, puis fait un nul contre Pernell Whitaker en Septembre 1993, et gagne les deux combats suivants, ce qui fait un total de 90 matchs sans défaite[111]. Sa souffre sa première défaite contre Frankie Randall, le 29 janvier 1994[112]. Dans sa carrière il dispute 115 combats, dont 107 victoires (86 avant la limite), 6 défaites et 2 nuls[113].
- Érik «el Terrible» Morales, champion du monde dans 4 catégories de poids différentes[114]: en super coqs de 1997 à 2000[115], en poids plumes en 2002[116], en super plumes en 2004[117] et en super légers en 2011[118]. C'est également l'un des rares boxeurs à avoir battu les philippin Manny Pacquiao, en 2005[119].
- Marco Antonio Barrera, ESPN le 43e de sa liste des "50 meilleurs boxeurs de l'histoire"[120]. Il remporte le titre mondial dans trois catégories différentes: en super coqs, trois fois entre 1995 et 2001, en poids plumes en 2002 et en super plumes entre 2004 et 2007[121]. Il est le seul à battre le boxeur britannique d'origine yéminite, Naseem Hamed[122] et le premier à battre son compatriote Eric Morales[123].
- Rubén Olivares, mieux connu sous son surnom «El Púas», devient champion mondial des poids coqs en battant Lionel Rose par KO au cinquième round, le 22 août 1969[124]. Après avoir changé de catégorie, poids plumes, il gagne le championnat du monde WBA le 9 juillet 1974 en battant Zenzuke Utagawa par KO après sept rounds[125].
- Juan Manuel Márquez, Champion du monde poids plumes WBA, IBF et WBO entre 2003 et 2007 puis champion WBC des super plumes en 2007 et 2008 et également champion WBA et WBO des poids légers en 2009[126].

Aujourd'hui, il y a de nouvelles promesses du monde telles que Saul "El Canelo" Alvarez, champion du monde dans trois catégories à 28 ans et Julio César Chávez Jr., champion du monde des poids moyens jusqu'en 2012.

## Charrería

Charrería à Tequixquiac.

Le sport national mexicain est la charrería. Ce sport est dérivé du travail des cow-boys dans les haciendas. Son origine date de l'ère coloniale, et à Maximilien de Habsburg, deuxième empereur du Mexique, est attribué la création du costume de charro dans sa forme définitive. La pratique de la charrería est limitée à une très petite partie de la population, en raison du coût élevé de l'entretien du cheval et des outils nécessaires (vêtements, accessoires). La reconnaissance en tant que sport national est accordée par décret présidentiel en 1933 par le général Abelardo L. Rodríguez, président de la République. Ses variantes comme le rodéo et le jaripeo ranchero sont communes dans les fêtes des villes.
En tant qu'école rurale équestre, la charrería prend sa source dans la Valle de Apan (es), au Mexique. Comme sport, elle apparaît après la réforme agraire du début du XXe siècle, lorsque les anciens propriétaires terriens migrent vers les villes, principalement Mexico et Guadalajara. Ils sont organisés en associations «charro» qui se répandent progressivement dans tout le pays, donnant naissance à la Charrería Organizada.
Depuis le 1er décembre 2016, la charrería est inscrite sur la Liste représentative du patrimoine culturel immatériel de l'humanité de l'UNESCO lors de la 11esession de cette organisation à Addis-Abeba, en Éthiopie.

## Cyclisme

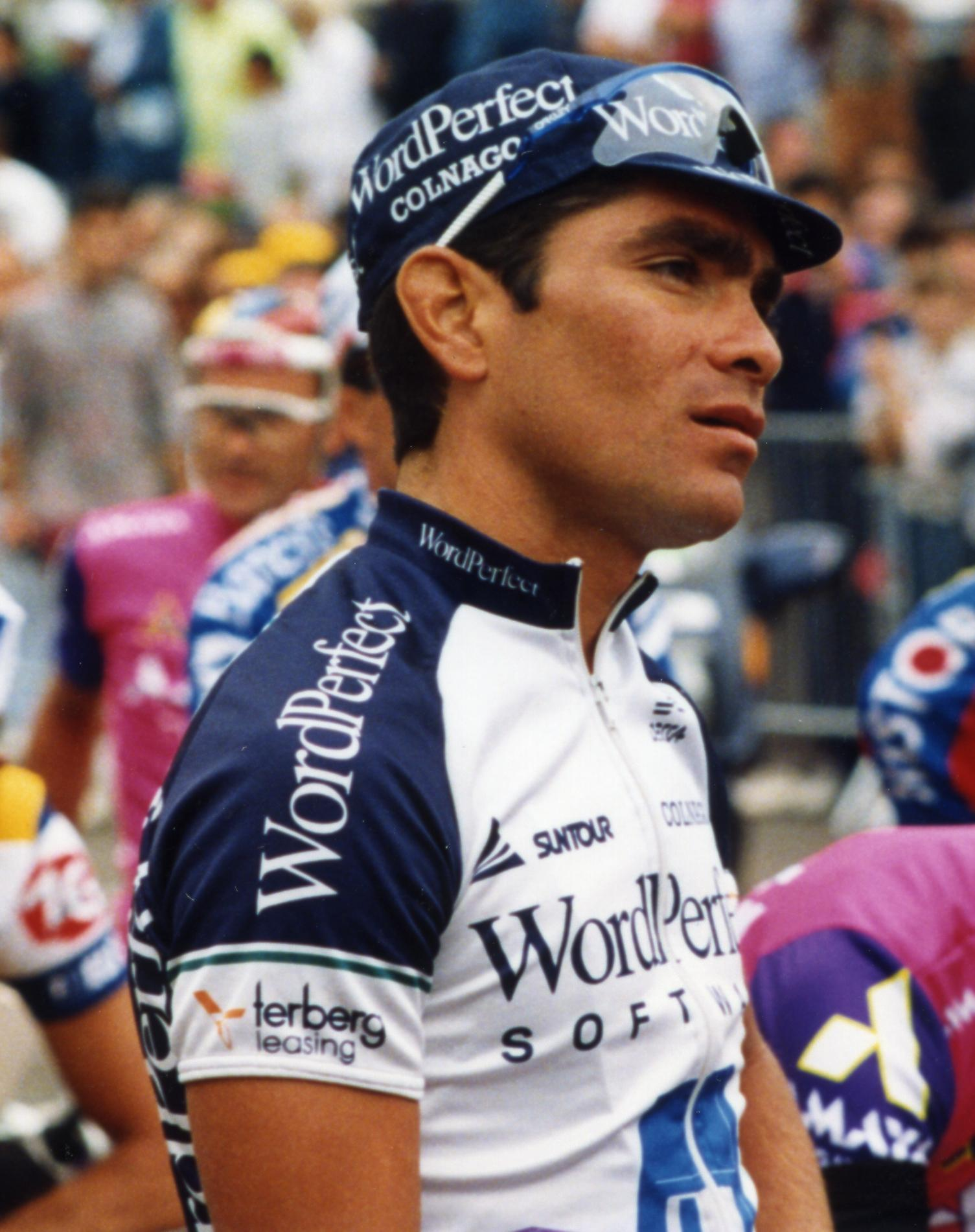
Raúl Alcalá, double vainqueur d'étape, au Tour de France 1993.

Le Tour du Mexique est la plus importante compétition cycliste du pays. Elle est créée en 1948 par la Fédération mexicaine de cyclisme (avec diverses suspensions) en coordination avec la Commission nationale de la culture physique et du sport (CONADE). Le trajet total est de 943 kilomètres et se fait dans six états de la République mexicaine.
Le Mexique obtient 12 médailles aux championnats du monde de cyclisme sur piste, 1 d'or, 7 d'argent et 4 de bronze, une médaille de bronze aux Jeux olympiques de la jeunesse de 2010 grâce à Ingrid Drexel.
Peu de cyclistes mexicains font une carrière internationale. On peut par exemple citer Raúl Alcalá, deux fois huitième du Tour de France et vainqueur de deux étapes,, meilleur jeune et neuvième du Tour en 1987 et vainqueur de la Classique de Saint Sébastien en 1992.
Julio Alberto Pérez Cuapio s'illustre sur le Tour d'Italie, remportant le classement de la montagne et deux étapes en 2002, la 13e et la 16e ainsi qu'une autre étape du Giro, l'année précédente.

## Football
Régi par la Fédération du Mexique de football (Federación Mexicana de Fútbol Asociación), fondée en 1922 et affiliée à la FIFA en 1929. Professionnellement, le sport qui a plus de diffusion est le football. La ligue mexicaine est composée de quatre divisions. À la fin d'un cycle (consistant en un tournoi d'ouverture - Apertura - et de clôture - Clausura), l'équipe avec le pourcentage le plus faible de chaque division passe au niveau inférieur, et le champion accède à l'échelon supérieur.Le tournoi Liga MX (la première division) est celui qui attire l'attention des médias. Il est composé de dix-huit équipes, dont les huit meilleures à la fin de la phase régulière, jouent la liguilla (un tournoi à élimination directe, joué en aller-retour) pour déterminer le titre de champion. Dans le même temps, la Coupe du Mexique se joue avec les clubs de la Liga de Ascenso (la deuxième division), le Campeón de Campeones voit s'affronter les vainqueurs des deux tours du championnat et la Supercoupe du Mexique, les vainqueurs de la coupe lors des deux tournois.

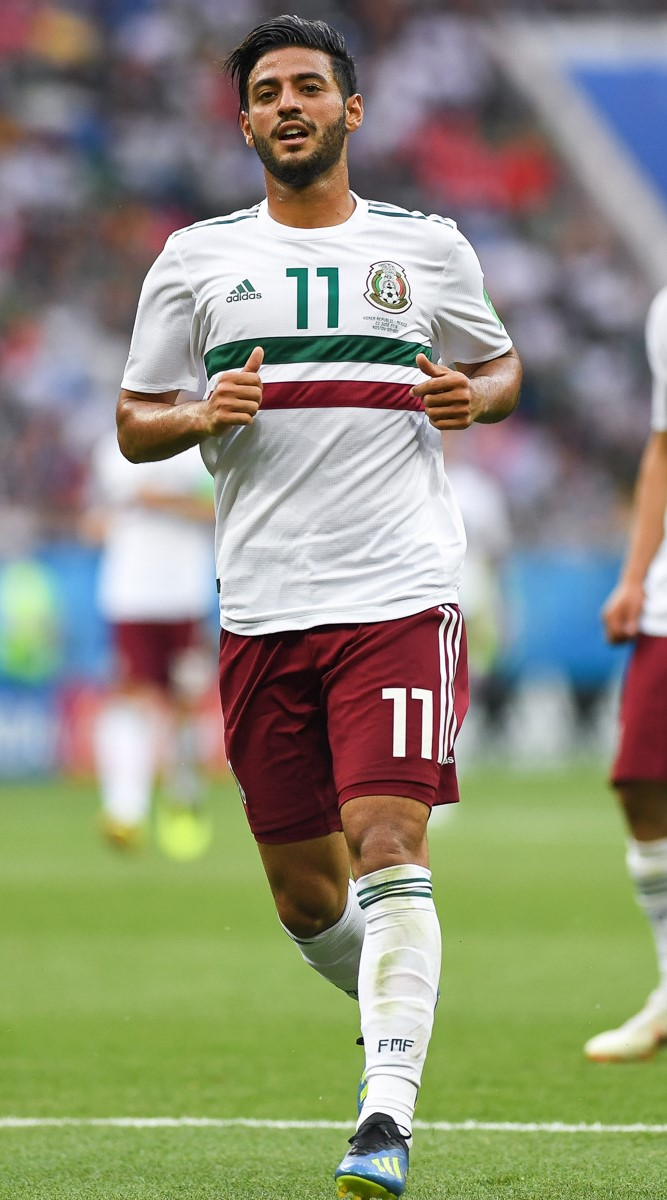
Carlos Vela, à la Coupe du Monde 2018, en Russie, remporte le titre mondial U-17 en 2005.

L'América (13 ligues, 5 coupes et 5 Campeón de Campeones) et les Chivas de Guadalajara (12 ligues, 4 coupes et 7 Campeón de Campeones) figurent parmi les clubs les plus titrés du pays. Simultanément, des clubs mexicains participent à des compétitions internationales telles que la Ligue des champions de la Concacaf, la Copa Libertadores de la CONMEBOL et la Copa Sudamericana. Dans les tournois internationaux, les clubs mexicains ont obtenu les résultats suivants:
| Tournoi                                      | Titres | Finales | Réf     |
| -------------------------------------------- | ------ | ------- | ------- |
| Ligue des champions de la CONCACAF           | 33     | 18      | [ 150 ] |
| Coupe des géants de la CONCACAF              | 1      | -       | [ 151 ] |
| Copa Interamericana                          | 3      | 5       | [ 152 ] |
| Coupe des vainqueurs de coupe de la CONCACAF | 3      | -       | [ 153 ] |
| Copa Sudamericana                            | 1      | 2       | [ 154 ] |
| Copa Libertadores                            | -      | 3       | [ 155 ] |

L’équipe nationale mexicaine de football masculine participe à 15 Coupes du monde dans lesquelles elle s’est produite avec des performances discrètes, obtenant deux sixièmes places atteintes dans les éditions de la Coupe du monde qu'elle joue en tant qu'équipe locale: 1970 et 1986. Il participe aux tournois d'équipes nationales organisés par sa confédération (CONCACAF), étant couronnés champions de 10 éditions; 3 de la défunte Coupe CONCACAF en 1965, 1971 et 1977 et 7 de la Gold Cup actuelle en 1993, 1996, 1998, 2003, 2009, 2011 et 2015. Cependant, son plus grand succès international est le titre de Coupe des Confédérations de la FIFA 1999 et les finales de la Copa América en 1993 et 2001. L’équipe de football mexicaine U-17 est couronnée à la Coupe du Monde organisés au Pérou en 2005 et à celle de 2011 au Mexique. De plus, l'équipe des moins de 23 ans a remporté la médaille d'or au tournoi olympique de football des Jeux de Londres en 2012. En bref, voici le bilan de toutes leurs équipes nationales:
| Tournoi                   | Sélection     | Vainqueur | Finaliste | Réf     |
| ------------------------- | ------------- | --------- | --------- | ------- |
| Coupe des Confédérations  | 1re           | 1         | 1         | [ 156 ] |
| Gold Cup                  | 1re           | 7         | 1         | [ 157 ] |
| Coupe CONCACAF            | 1re           | 3         | 1         | [ 157 ] |
| Coupe NAFC                | 1re           | 3         | 1         | ,       |
| Tournoi olympique         | U-23          | 1         | -         | [ 160 ] |
| Tournoi panaméricain      | Panaméricaine | 4         | 4         | ,       |
| Tournoi Espoirs de Toulon | U-23          | 1         | -         | [ 163 ] |
| Tournoi U-20 CONCACAF     | U-20          | 13        | -         | [ 164 ] |
| Coupe du Monde U-20       | U-20          | -         | 1         | [ 165 ] |
| Championnat U-17 CONCACAF | U-17          | 6         | 1         | ,       |
| Coupe du Monde U-17       | U-17          | 2         | 1         | ,       |

## Football américain
Le football américain au Mexique est le cinquième sport le plus populaire du pays. La plus haute compétition est la Ligue mexicaine de football américain professionnel (LFA) et, au niveau universitaire, l’Organisation nationale des étudiants de football américain (ONEFA) et la Commission nationale du sport étudiant des institutions privées de football américain (CONADEIP). En outre, le football américain est à côté du baseball, l’un des deux sports d’équipe ayant donné le plus de satisfaction au pays. Il est probable que le football américain soit venu au Mexique au début du siècle dernier grâce de jeunes Mexicains rentrés des États-Unis et qui ont mis ce sport en pratique. Le représentant maximum de ce sport au Mexique est le lagon Raul Allegre, qui remporte deux Super Bowls avec les Giants de New York.
| Tournoi                                 | Sélection     | Vainqueur | Finaliste | Demi-finaliste | Réf     |
| --------------------------------------- | ------------- | --------- | --------- | -------------- | ------- |
| Coupe du monde de football américain    | 1re           | -         | 2         | 2              | [ 171 ] |
| NFL Global Junior Championship          | Jeune         | 2         | 1         | 4              | [ 172 ] |
| Championnat du monde universitaire (en) | Universitaire | 3         | -         | -              | [ 173 ] |
| Coupe du monde IFAF (U-19 et U-20) (en) | U-19          | 1         | -         | 3              | [ 174 ] |

## Golf
Les meilleurs joueurs de golf mexicains à travers l'histoire sont Esteban Toledo (en) dans la catégorie hommes et Lorena Ochoa dans la catégorie femmes, vainqueurs de tournois dans les circuits PGA et LPGA. Toledo remporte par exemple l'Allianz Championship (en) de 2016 et Ochoa est numéro 1 mondiale pendant trois ans, de 2007 à 2010. De nationalité américaine, mais d'origine mexicaine et multiple vainqueur de tournois majeurs, on peut également compter Lee Trevino.
Depuis 2017, le WGC-Mexico Championship se déroule dans le pays, c'est l'un des quatre tournois annuels du World Golf Championships.

## Hockey sur glace
Le Mexique rejoint la Fédération internationale de hockey sur glace en avril 1985. L'équipe de hockey mexicaine dispute son premier match international aux Championnats du monde de hockey sur glace 2000, battus 5-0 par l'équipe nationale belge. L’équipe féminine joue son premier match contre l’Argentine en 2012.
La Liga Mexicana Elite de Hockey (Ligue mexicaine de hockey élite mexicaine - LMEH) est inaugurée le 2 octobre 2010 dans le but d'établir le hockey sur glace au Mexique à un niveau international élevé. Ceci est réalisé avec la participation conjointe d'investissements privés et des équipes de hockey professionnelles déjà existantes dans le pays.

### Équipe nationale mexicaine de hockey sur glace
| Tournoi                                       | Sél  | Champion | Finaliste | Demi-finaliste | Réf               |
| --------------------------------------------- | ---- | -------- | --------- | -------------- | ----------------- |
| Championnat du Monde IIHF division III        | 1re  | 1        | -         | 1              | [réf. nécessaire] |
| Championnat du Monde IIHF division IIB        | 1re  | -        | 2         | 2              | [ 183 ]           |
| Tournoi panaméricain de hockey sur glace      | 1re  | -        | 3         | 1              | [ 184 ]           |
| Championnat du Monde junior IIHF division III | U-20 | 3        | -         | 2              | [ 185 ]           |
| Championnat du Monde Jeunes IIHF division III | U-18 | 2        | 4         | 1              | [ 186 ]           |

| Tournoi                                   | Sél      | Champion | Finaliste | Demi-finaliste | Réf     |
| ----------------------------------------- | -------- | -------- | --------- | -------------- | ------- |
| Campeonato Mundial de IIHF División IIB   | Absoluta | 1        | 1         | -              | [ 187 ] |
| Torneo Panamericano de Hockey Sobre Hielo | Absoluta | 2        | 1         | 2              | [ 188 ] |

## Jeu de balle

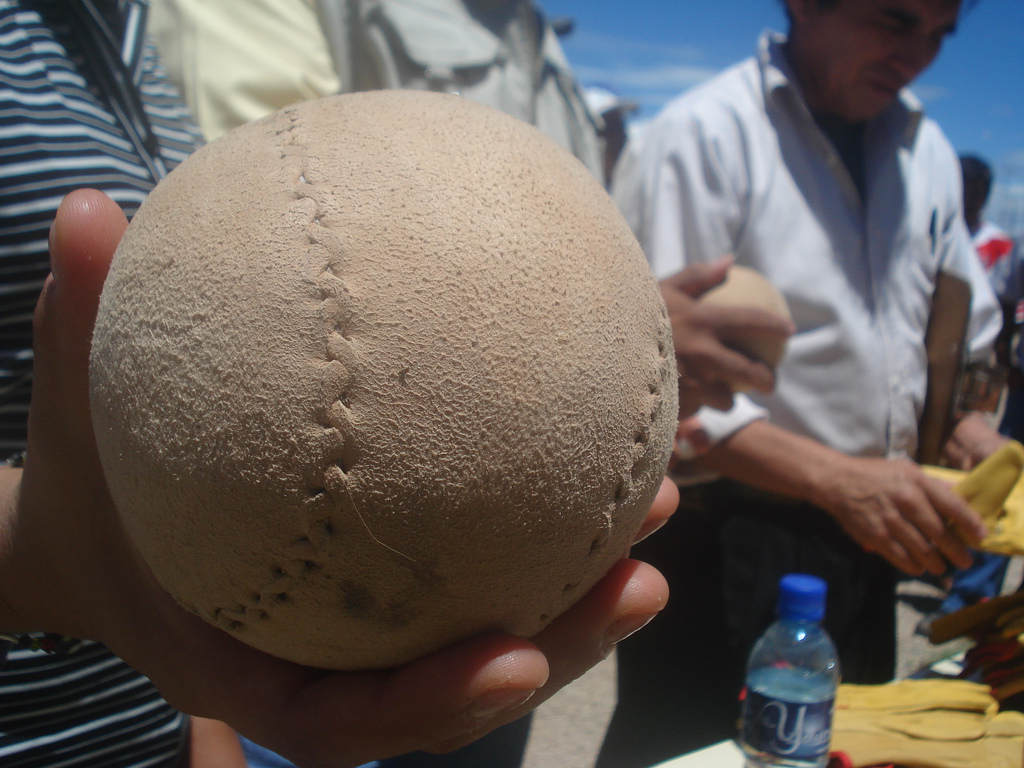
La balle de la pelota mixteca de forro.

Certains sports ont une origine préhispanique. Au Michoacán, on pratique la pelota tarasca qui, à l'instar de la pelota mixteca d'Oaxaca et de l'ulama de Sinaloa, est lié à l'ancien jeu de balle pratiqué par les peuples mésoaméricains. Ce jeu de balle simule le mouvement des étoiles dans le ciel et, en théorie, leurs descendants le font aussi. Bien sûr, maintenant les équipes défaites ne sont pas sacrifiées aux dieux. Au Chihuahua, les Tarahumaras exécutent des courses rituelles appelées rarajípara et ariweta. La première est destinée aux garçons et se joue en équipes qui se relaient pour terminer un parcours de plusieurs kilomètres en frappant une petite balle dans la montagne. La deuxième est destinée aux femmes et elles doivent faire le voyage en poussant un cerceau.
Le jeu de balle mésoaméricain est un jeu rituel dont la pratique s’est étendue tout au long des trois mille ans d’histoire précolombienne mésoaméricaine, dans toutes les cultures de la région et même dans des sites oasis-américains comme Paquimé et une partie de la Culture Fremont.
Actuellement, il est pratiqué dans trois domaines: autochtone, rural et urbain, y participent des adultes et des jeunes, principalement issus des communautés mixtèques d'Oaxaca, de Guerrero et de Puebla. Il a 3 modalités: pelota Mixteca de Hule, la pelota Mixteca de Forro et la pelota Mixteca del Valle.

## Lacrosse
La crosse est un sport relativement nouveau au Mexique. Actuellement, la Fédération mexicaine de crosse cherche à être officiellement reconnue comme un régulateur de ce sport. Au Mexique, il existe plusieurs équipes de crosse au niveau universitaire, parmi lesquelles se distinguent les Lobos de l'Université ibéro-américaine de Mexico, les Pumas de l'UNAM et les ânes blancs de l'Institut polytechnique national. L'équipe mexicaine de crosse dispute pour la première fois le championnat du monde de crosse à Manchester, en Angleterre, en 2010. En juillet 2014, elle participe au championnat du monde de crosse à Denver, au Colorado.

## Lucha Libre

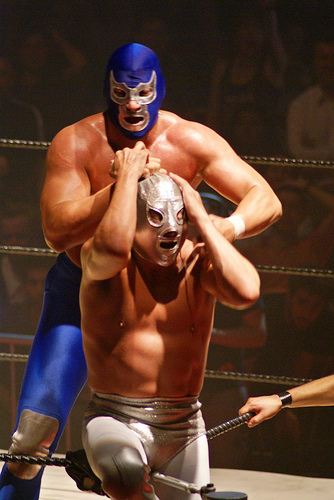
Blue Demon Jr contre El Hijo del Santo.

Elle est connue sous le nom de lucha libre mexicaine, la version locale de la lutte professionnelle pratiquée au Mexique, caractérisée par son style aérien et de clés. De là émergent des personnages mythiques de la culture populaire, tels que El Santo, Blue Demon ou Mil Máscaras.
Le catch mexicain est un mélange de séquences sportives et théâtrales qui, au Mexique, est le spectacle sportif le plus populaire, juste après le football. La principale caractéristique de la lutte mexicaine sont les séquences acrobatiques de sauts et de clés, en plus du fait que beaucoup de leurs combattants sont masqués, c’est-à-dire qu’ils utilisent un masque pour cacher leur véritable identité et créer une image qui leur donne une personnalité spéciale. Les lutteurs peuvent mettre leur masque en jeu lors d'un combat contre un autre combattant masqué (máscara contra máscara) ou avec un non masqué (máscara contra cabellera), mais en le perdant, ils ne peuvent plus le porter dans leur carrière sportive, bien qu'il y ait eu des cas de combattants qui se sont à nouveau masqués.

## Pelote basque
La pelote basque au Mexique est pratiquée depuis environ 1895 et est représentée par la Fédération mexicaine de Fronton. Au Mexique émerge, en 1916, une nouvelle spécialité de la balle, le frontenis. Depuis sa création, les représentations mexicaines remportent toutes les éditions des championnats du monde organisés à ce jour, à l'exception de celui de La Havane 1990.
Le Mexique est l’une des trois puissances mondiales de ce sport, avec l’Espagne et la France, avec lesquelles il dispute toujours la médaille des championnats du monde de la spécialité. C'est une discipline d'exhibition aux Jeux olympiques de Mexico de 1968 et aux Jeux olympiques de Barcelone de 1992. À ces occasions, le Mexique obtient deux médailles d'or et trois de bronze en 1968, ainsi que trois médailles d'or, deux d'argent et deux de bronze en 1992.

## Rugby
Le rugby apparaît au Mexique dans les premières décennies du XXe siècle dans des champs de pétrole concédés à des sociétés anglaises, où les travailleurs le pratiquent pendant leur temps libre, en souvenir de leur patrie.
Le rugby universitaire, masculin et féminin, de rugby est l'un des projets lancés par la Fédération mexicaine de rugby dans le développement de ce sport au Mexique. Il y a 3 tournois annuels de rugby universitaire:
- Tournoi universitaire FMRU, organisé par la Fédération mexicaine de rugby, depuis 2011[213].
- Tournoi CONADEIP, organisé par la Commission nationale du sport des institutions privées, depuis 2012. Le rugby est un sport officiel du CONADEIP[214].
- Tournoi d’exhibition CONDDE, organisé conjointement par la FMRU et la Commission nationale du sport de l’éducation, une seule édition a été jouée à ce jour en 2012. La FMRU poursuit ses efforts pour faire du rugby un sport officiel de la CONDDE[212].

Le championnat national de rugby à quinze est une compétition de ligue amateur, le plus haut niveau du système de compétition de rugby à quinze du Mexique et, par conséquent, l'un des principaux tournois de rugby du pays. La compétition se joue à partir de la saison 1972-1973.
| Tournoi                                     | Sél                | Vainqueur | Finaliste | Demi-finaliste | Réf     |
| ------------------------------------------- | ------------------ | --------- | --------- | -------------- | ------- |
| NACRA Championship                          | Rugby 15 Masculine | 1         | 1         | -              | [ 216 ] |
| Tournoi d'Amérique centrale et des Caraïbes | Rugby 7 Masculine  | -         | 1         | -              | [ 217 ] |
| NACRA Sevens                                | Rugby 7 Masculine  | -         | 1         | 1              | [ 218 ] |
| Tournoi d'Amérique centrale et des Caraïbes | Rugby 7 Féminine   | -         | -         | 1              | [ 217 ] |
| NACRA Sevens                                | Rugby 7 Féminine   | 1         | 2         | 2              | [ 219 ] |

## Tennis
La Fédération mexicaine de tennis, créée le 21 avril 1953, compte plus de 30 000 membres et 33 associations dans tous les États de la République,.
L'Abierto Mexicano de Tenis (AMT) est l’un des événements les plus prestigieux et les plus importants du sport en Amérique latine. Le tournoi fait partie des activités menées par l'ATP et la WTA. L'AMT se dispute dans la ville d'Acapulco sur un terrain en dur du complexe appelé Princess Mundo Imperial.Les joueurs avec plus de titres de l’AMT sont l’Autrichien Thomas Muster et l’Espagnol David Ferrer avec 4 chacun.

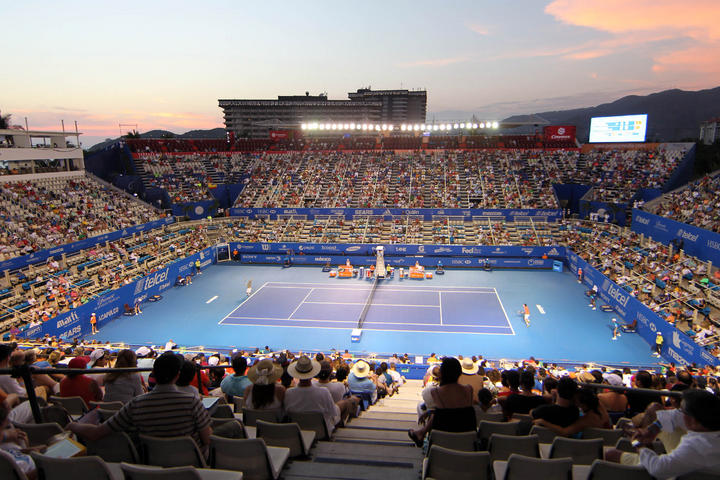
L'Abierto Mexicano de Tenis en 2015.

Le plus grand succès de l’histoire du tennis mexicain remonte à la Coupe Davis 1962, lorsque l’équipe mexicaine dirigée par Rafael Osuna atteint la finale après avoir battu les États-Unis au premier tour 3-2, la Yougoslavie 4-1 en huitièmes de finale, la Suède 3-2 en quarts de finale et parvient à s'imposer 5-0 en tant que visiteur en Inde en demi-finale. En grande finale, ils rencontrent le champion en titre Australie, devant lequel l'équipe intégrée d'Antonio Palafox, Mario Llamas et Pelón Osuna ont succombé 5-0.
Quelques-uns des meilleurs joueurs de tennis mexicains:
- Rafael Osuna Herrera(1938-1969), alias «El Pelón», considéré comme le meilleur joueur de tennis mexicain de l'histoire. Champion des simples à l'US Open de 1963, champion du double messieurs à Wimbledon en 1960, à Wimbledon en 1963 et à l'US Open de 1962[225]. Il est incorporé à l'International Tennis Hall of Fame en 1979[226].
- Yolanda Ramírez (1935-), sept fois finaliste de tournois du Grand Chelem, incluant les titres Roland-Garros en double dames en 1958 avec Rosa María Reyes et en double mixte avec le Britannique Billy Knight en 1959. Finaliste en individuel à Roland-Garros en 1960 et 1961. Finaliste en double en 1957 et 1959 aux côtés de Rosa Maria Reyes et finaliste de l'US Open en double aux côtés de l'Allemande Edda Buding en 1961. Elle est également demi-finaliste à l'Open d'Australie en 1962. Sa meilleure position au classement WTA est la 4e place[227].
- Antonio Palafox (1936-) champion de doubles messieurs à Wimbledon en 1963 et à l'US Open de 1962[228].
- Raúl Ramírez (1953-) le seul Mexicain classé dans le top 10 du classement ATP, terminant 5e en 1976 et 8e en 1977 et 1978[229].

## Taekwondo
Le Mexique a une importante participation internationale aux Jeux Olympiques avec les médaillés suivants:
- Enrique Torroella, Manuel Jurado, Mónica Torres et William de Jesús Córdoba, une médaille d'or et trois de bronze quand le taekwondo était sport de demonstration[230],[231].
- Víctor Estrada, bronze à Sydney 2000[232].
- Óscar Salazar Blanco et Iridia Salazar Blanco, argent et bronze à Athènes 2004[233].
- Guillermo Pérez Sandoval, or à Pékin 2008[234].
- María del Rosario Espinoza, or à Pékin 2008, bronze à Londres 2012 et argent à Río 2016[235].

Le Mexique accueille trois Coupes du monde, Puebla 2013 et deux par équipes, Querétaro 2014 et Mexico City 2015 et a accueilli à deux reprises la finale du Grand Prix en 2014 et 2015,.

## Volley-ball
Le volley-ball est l’un des sports les plus populaires au Mexique et se pratique comme l’une des disciplines de base au niveau scolaire. Il existe actuellement deux circuits professionnels de ce sport, à la fois dans la division masculine, la Ligue mexicaine de volleyball (LMV), et la ligue féminine, la Ligue mexicaine de volleyball féminin (LMVF). Les deux circuits sont créés dans le but de servir de base à l'intégration d'équipes nationales pour le cycle olympique de Rio de Janeiro 2016, puisque des équipes de différentes régions du pays sont constituées afin de les observer. Cependant, ce n'est pas la première tentative d'une ligue de volleyball professionnel au Mexique, car auparavant, la Liga Premier de volley-ball (LPV) est également développée dans les deux branches.

| Tournoi                    | Sél  | Champion | Finaliste | Demi-finaliste | Réf     |
| -------------------------- | ---- | -------- | --------- | -------------- | ------- |
| Tournoi panaméricain       | 1re  | 0        | 1         | 5              | ,       |
| Championnat NORCECA        | 1re  | -        | 3         | 9              | [ 241 ] |
| Championnat NORCECA Junior | U-21 | -        | -         | 1              | [ 242 ] |
| Championnat NORCECA Jeunes | U-19 | 1        | 2         | 5              | [ 243 ] |

## Records du monde mexicains
- Guillermo Echevarría - natation, 1 500 m nage libre, 16:28.1 minute le 7 juillet 1968 à Santa Clara, Californie[244].
- Radames Treviño - cyclisme, record de l'heure (catégorie amateur), 46,955 69 km le 16 mars 1969 au vélodrome olympique Agustín Melgar de Mexico[245].
- Daniel Bautista - athlétisme, 20 km marche, 4 fois[246]:
  - 1:23:40, le 30 mai 1976 à Bydgoszcz, Pologne
  - 1:22:16 le 19 mai 1979 à Valence, Espagne
  - 1:21:04 le 9 juin 1979 à Vretstorp, Suède
  - 1:21:00 le 30 mars 1980 à Xalapa, Veracruz
- Domingo Colin - athlétisme, 20 km marche, 1:19:35 le 27 avril 1980 à Cherkasy, Union soviétique[246].
- Carlos Mercenario - athlétisme, 20 km marche, 1:19:24 le 3 mai 1987 à New York, EU[246].
- Bernardo Segura - athlétisme, 20 km marche, 1:17:25 le 7 mai 1994 à Bergen, Norvège
- Raúl González Rodríguez -athlétisme, 50 km marche, deux fois[247]:
  - 3:45:52 le 23 avril 1978 à Mexico
  - 3:41:20 le 11 juin 1978 à Poděbrady, Tchécoslovaquie
- Saúl Mendoza Hernández - athlétisme, 5 000 m en chaise roulante, 10:01:47 à Atlanta, EU[248].
- Mauro Máximo de Jesús - lancer du javelot catégorie F33-34-52-53, au stade João Havelange aux jeux para-panaméricains de Río 2007 avec 21,16 m[249].
- Esther Rivera Robles - lancer du javelot catégorie 33/34/52/53 aux jeux para-panaméricains de Río 2007, 11,87 m, record du monde qui appartenait auparavant à sa compatriote Estela Salas[250].
- Amalia Pérez - haltérophilie, catégorie 52 kg, 130,5 kg aux jeux panaméricains de Río 2007[251].
- Saúl Mendoza Hernández - athlétisme, 1 500 m aux jeux paralympiques Sydney 2000, 03:06.75[252].

## Champions du monde mexicains
Au total, 11 sports différents et différentes catégories ont eu un champion du monde mexicain. Cette liste n'inclut pas les catégories de jeunes.
- Arts martiaux mixtes
  - Jessica Aguilar (poids paille); WSOF8[24]
  - Brandon Moreno (poids mouche); UFC 263 et UFC 283[22]
  - Yair Rodríguez (poids plume, intérimaire); UFC 284[23]
  - Alexa Grasso (poids mouche); UFC 285[25]
- Athlétisme
  - Ernesto Canto, 20 km marche, Helsinki 1983[253]
  - Daniel García, 20 km marche, Athènes 1997[254]
  - Ana Gabriela Guevara, 400 m, París 2003[255]
- Boxe

- Canoë-kayak
  - José Everardo Cristóbal Quirino, C1 1 000 m, Szeged (Hongrie) 2006[256]
- Cyclisme
  - Nancy Contreras; 500 m contre la montre, Anvers 2001[257]
- Plongeon
  - Paola Espinosa; Tremplin de 10 m, Rome 2009[258]
- Karate
  - Yadira Lira; -60 kg, Monterrey 2004[259]
  - Yadira Lira; -68 kg, Belgrade 2010[260]
- Pelote basque
  - José Núñez-Jorge Garibay; Frontenis, Saint Sébastien 1952[261]
  - Jorge Garibay-Jaime Becerril; Frontenis Montevideo 1955[261]
  - Roberto Montes-Alfonso López; Cesta punta Montevideo 1955[262],[Rem 1]
  - Jorge Garibay-José Beltrán; Frontenis, Biarritz 1958[262],[Rem 2]
  - José Hamui-Azcue; cesta punta, Biarritz 1958[262],[Rem 2]
  - Raúl Sánchez-Miguel Salazar; Frontenis cuir, Biarritz 1958 et Pampelonne 1962[262],[Rem 2],[Rem 3]
  - Adrián Zubikarai - José Hamui; Cesta punta, Pampelonne 1962[262],[Rem 3]
  - Jorge Loaiza - J. Etcheverria; Frontenis, Montevideo 1966[262],[Rem 4]
  - José Becerra - Rubén Rendón; Paleta gomme creuse, Montevideo 1966 et Saint Sébastien 1970[262],[Rem 4],[Rem 5]
  - José Hamui - Adrián Zubikarai; Cesta punta, Montevideo 1966[262],[Rem 4]
  - Jorge Loaiza - Hernando; Frontenis, Saint Sébastien 1970[262],[Rem 5]
  - A. Becerra - M. Becerra; Frontenis, Montevideo 1974[262],[Rem 6]
  - Jorge Marrón - Carlos Chávez; Frontenis, Biarritz 1978[262],[Rem 7]
  - Manuel Beltrán - Pepe Musi; Paleta cuir, Biarritz 1978[262],[Rem 7]
  - Carlos Chávez - Jaime Suárez; Frontenis, México 1982[262],[Rem 8]
  - Jorge Marrón - José Becerra Torres; Frontenis, Vitoria 1986[262],[Rem 9]
  - Jaime Salazar Sepúlveda - Edgar Salazar Sepúlveda; Paleta gomme creuse, Vitoria 1986[262],[Rem 9]
  - Alfredo Zea; main nue, Santiago de Cuba 1990[262],[Rem 10]
  - Miryam Muñoz - Rosa Mª Flores; Frontenis, Santiago de Cuba 1990[262],[Rem 10]
  - Raúl Flores - José Luis Flores Torres; Paleta gomme creuse, Santiago de Cuba 1990[262],[Rem 10]
  - Edgar Salazar - Jaime Salazar; Frontenis, San Juan de Luz 1994[262],[Rem 11]
  - Miryam Muñoz - Rosa Mª Flores; Frontenis, San Juan de Luz 1994[262],[Rem 11]
  - Homero Hurtado - Edgar Salazar; Paleta gomme creuse, San Juan de Luz 1994[262],[Rem 11]
  - Sergio Beltrán - Pedro Santamaria; main nue, México 1998[262],[Rem 12]
  - Edgar Salazar - Jaime Salazar; Frontenis, México 1998[262],[Rem 12]
  - Miryam Muñoz - Rosa Mª Flores; Frontenis, México 1998[262],[Rem 12]
  - Sergio Beltrán - Pedro Santamaria; main nue, Pampelonne 2002[263],[Rem 13]
  - Alberto Rodríguez - Gustavo Miramontes; Frontenis, Pampelonne 2002 y Mexico 2006[263],[Rem 14]
  - Paulina Castillo - Guadalupe Hernández; Frontenis, Pampelonne 2002, Mexico 2006 y Pau 2010[263],[Rem 15],[264]
  - Heriberto López Molotla; main nue, Mexico 2006[265]
  - Pedro Santamaría - Ángel Serralde de Tapia; main nue, Mexico 2006[266]
  - Rodrigo Ledesma - Francisco Mendiburu; Pelota cuir, México 2006[267]
  - Homero Hurtado - Alberto Rodríguez; Paleta gomme creuse, Mexico 2006[réf. souhaitée]
  - Martín Cabello Tello; main nue, Pau 2010[268]
  - Ángel Serralde de Tapia - Heriberto López Molotla; main nue, Pau 2010[réf. souhaitée]
  - Héctor Rodríguez Gasca - Alberto Rodríguez Faisal; Frontenis, Pau 2010[réf. souhaitée]
  - Arturo Rodríguez Faisal; 30 Metros Paleta gomme creuse, Zinacantepec 2014[269]
  - Heriberto López Molotla; Trinquet main, Zinacantepec 2014[réf. souhaitée]
  - Héctor Rodríguez Gasca - Arturo Rodríguez Faisal; Frontenis, Zinacantepec 2014[270]
  - Ariadna Cepeda - Guadalupe Hernández; Frontenis, Zinacantepec 2014[271]
  - Martín Cabello Tello - Orlando Díaz; Trinquet main, Zinacantepec 2014[272]
  - Rosa Mª Flores - Paulina Castillo; Paleta gomme creuse, Zinacantepec 2014[271]
  - Carlos Torres - Héctor Rodríguez; Frontenis, Barcelone 2018[273]
  - Guadalupe Hernández - Ariadna Cepeda; Frontenis, Barcelone 2018[274]
  - Arturo Rodríguez; Paleta gomme creuse, Barcelone 2018[275]
- Racquetball
  - Álvaro Beltrán; individuel, Mexico 2000[276]
  - Luis Bustillo - Javier Moreno; double, Mexico 2000[277]
  - Leopoldo Gutiérrez - Gilberto Mejía; double, Puerto Rico 2002[278]
  - Álvaro Beltrán - Javier Moreno, double, République dominicaine 2006, République dominicaine 2012 et Colombie 2016[279]
  - Paola Longoria (es) - Samantha Salas; double, Corée du Sud 2010, République dominicaine 2012 et Canada 2014[280]
  - Paola Longoria; individuel, République dominicaine 2012, Canada 2014 et Colombie 2016[281]
- Taekwondo
  - Oscar Mendiola; -68 kg, Stuttgart 1979[282]
  - Edna Díaz; -63 kg, Madrid 2005[283]
  - María del Rosario Espinoza; -72 kg, Pékin 2007[284]
  - Uriel Adriano; 74 kg, Puebla 2013[285]
- Tir
  - Nuria Ortiz, Skeet, Saint Sébastien 1969[286]
  - Rafael Carpio, pistolet feu rapide 25 m, Phoenix 1970[287]
  - Nuria Ortiz, Skeet, Bologne 1971[286]
  - Alejandra Zavala, rifle à air 10 m, Grenade 2013[288]

### Remarques
1. ↑  Historia de los Mundiales page 7
2. 1 2 3  Historia de los mundiales pg 11
3. 1 2  Historia de los mundiales pg 15
4. 1 2 3  Historia de los mundiales pg 18
5. 1 2  Historia de los mundiales pg 22
6. ↑  Historia de los mundiales pg 26
7. 1 2  Historia de los mundiales pg 30
8. ↑  Historia de los mundiales pg 34
9. 1 2  Historia de los mundiales pg 38
10. 1 2 3  Historia de los mundiales pg 42
11. 1 2 3  Historia de los mundiales pg 46
12. 1 2 3  Historia de los mundiales pg 50
13. ↑  Medallero 2002 pg 22
14. ↑  Medallero 2002 pg 7
15. ↑  Medallero 2002 pg 9